# Hisor distrikt

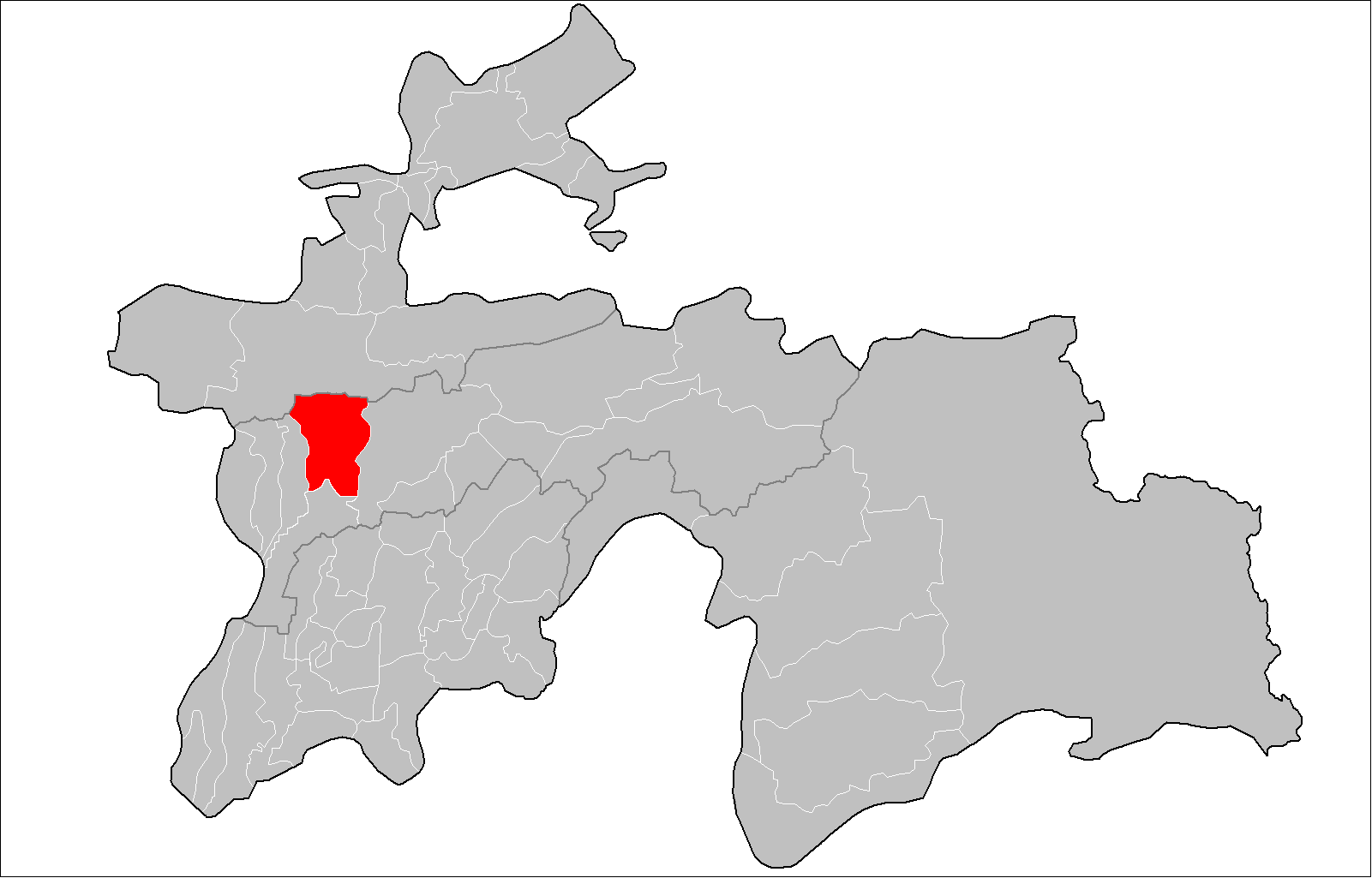
Distriktets placering i Tadzjikistan

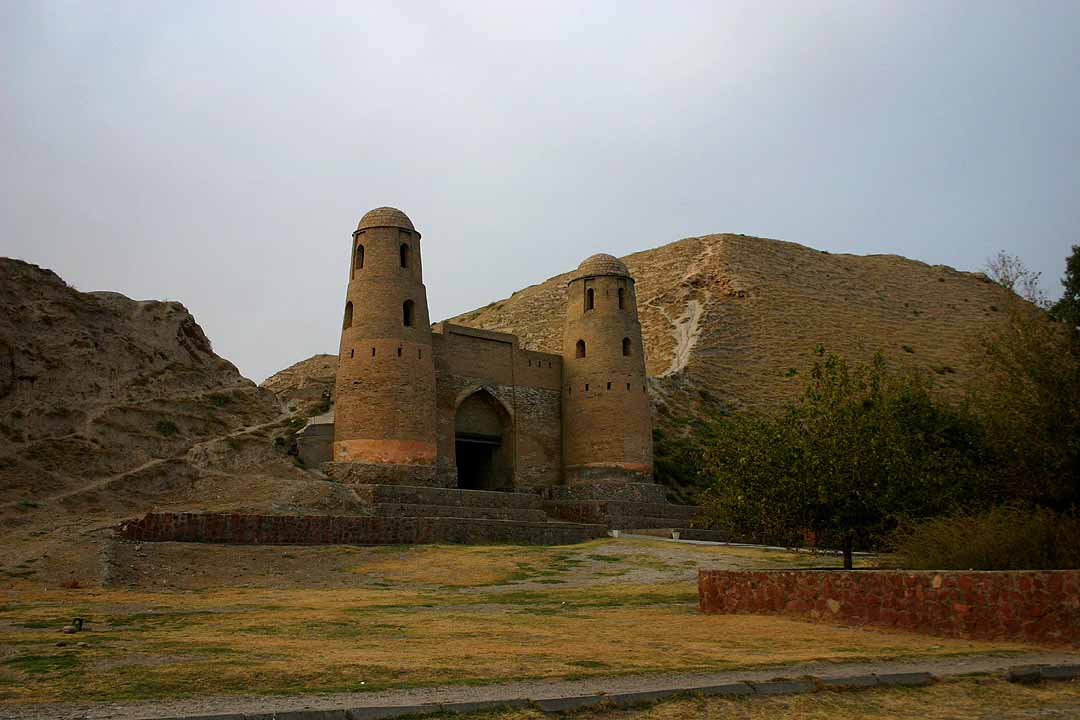
En gammal borg i Hisor

Hisor distrikt (tadzjikiska/persiska:ноҳияи Ҳисор/ناحیهٔ حصار, nohijai Hisor) är ett distrikt i provinsen Karotegin i Tadzjikistan. Distriktet ligger mellan distrikten Varzob i öst och Shahrinaw i väst. Huvudort är Hisor.